# Waldoboro (város, Maine)
Waldoboro város az USA Maine államában, Lincoln megyében. Lakosainak száma 5154 fő (2020. április 1.).

## Népesség
A település népességének változása:

| 2010 | 5 075 |
| 2020 | 5 154 |